# Terry Bisson

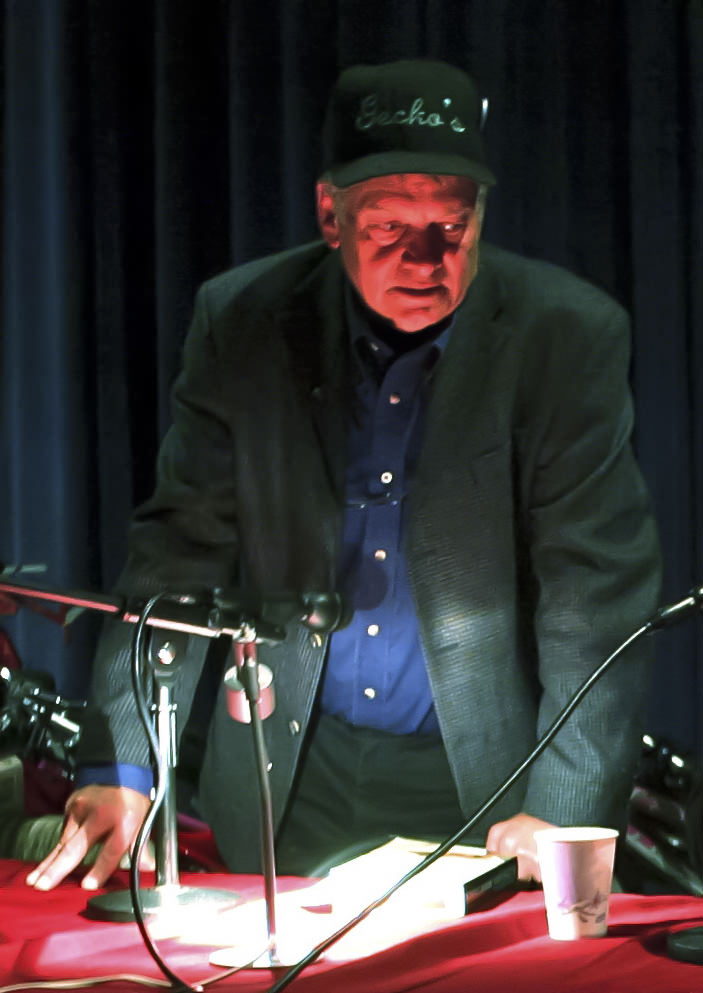
Terry Bisson (2009)

Terry Ballantine (Terry) Bisson (Madisonville (Kentucky), 12 februari 1942 – Berkeley (Californië), 10 januari 2024) was een Amerikaans sciencefiction- en fantasyschrijver.
Bisson studeerde aan de universiteit van Louisville. Hij is bekend om zijn korte verhalen, waaronder Bears Discover Fire (1990), waarvoor hij zowel de Hugo als de Nebula Award won en macs, dat hem zijn tweede Nebula en de Locus Award opleverde. Naast romans schreef hij ook romanversies van films, zoals The Fifth Element van Luc Besson en Johnny Mnemonic, gebaseerd op een kort verhaal van William Gibson. Hij heeft werken van onder anderen Greg Bear, Roger Zelazny en Anne McCaffrey verwerkt tot stripverhalen. Hij was ghostwriter voor de roman Saint Leibowitz and the Wild Horse Woman, het vervolg op A Canticle for Leibowitz van Walter M. Miller.
Hij overleed op 81-jarige leeftijd.

## Gedeeltelijke bibliografie
Romans
- Wyrldmaker (1981)
- Talking Man (1987)
- Fire on the Mountain (1988)
- Voyage to the Red Planet (1996)
- Pirates of the Universe (1996)
- The Pickup Artist (2001)
- Dear Abbey (2003)
- Any Day Now (2012)

Verhalenbundels
- Bears Discover Fire (1993)
- In the Upper Room (2000)
- Greetings (2005)
- Numbers Don't Lie (2005)
- The Left Left Behind (2009)
- TVA Baby and Other Stories (2011)

Non-fictie
- Nat Turner: Slave Revolt Leader (1988)
- On a Move: The Story of Mumia Abu Jamal (2001)